# X (serie de jocuri)

### Jocuri individuale
Seria de jocuri video X a fost lansată în 1999 pe platforma Windows și constă din trei jocuri de bază și două expansion de sine stătătoare numite X-Tension și X³: Terran Conflict. Jocurile au fost produse de Egosoft.
| Nume                   | Date producției                     | Platforme                |
| ---------------------- | ----------------------------------- | ------------------------ |
| X: Beyond the Frontier | 1 iulie 1999                        | Windows                  |
| X-Tension              | 1 iunie 2000                        | Windows                  |
| X²: The Threat         | 3 decembrie 2003                    | Linux, Mac OS X, Windows |
| X³: Reunion            | 28 octombrie 2005                   | Linux, Mac OS X, Windows |
| X³: Terran Conflict    | 16 octombrie 2008                   | Mac OS X, Windows        |
| X³: Albion Prelude     | 15 dec 2011 Mac OS, Windows (Steam) | Mac OS X, Windows        |
| X Rebirth              | 2013                                | Windows                  |